# Val-d’Arry
Val-d’Arry – gmina we Francji, w regionie Normandia, w departamencie Calvados. W 2013 roku liczba ludności wynosiła 2278 mieszkańców.
Gmina została utworzona 1 stycznia 2017 roku z połączenia trzech ówczesnych gmin: Le Locheur, Noyers-Missy oraz Tournay-sur-Odon. Siedzibą gminy została miejscowość Noyers-Bocage.